# Type Alphée Dubois
Le type Alphée Dubois, prenant le nom de son dessinateur, est une série de quatorze timbres-poste émise à partir de mai-juin 1881 et utilisable dans l'ensemble des colonies françaises, pour lesquelles elle constitue la dernière « émission générale ». Ce type de timbre est également connu sous le nom de type Commerce.

## Conception et symbolique du typeAlphée Dubois
Si le dessin est dû à Alphée Dubois, la gravure du poinçon est exécutée par Louis-Eugène Mouchon en mars-avril 1880. Les timbres sont imprimés en planches par typographie.
Le timbre représente une femme, figure allégorique de la France, assise, vue sous son profil droit. Son bras droit s'appuie sur une ancre ; sa main gauche tient la hampe d'un drapeau ainsi qu'un rameau d'olivier. À ses pieds se trouvent une corne d'abondance ainsi que des tonneaux et des ballots. Un navire est présent en arrière-plan.

## Les différentes émissions

### Première émission
Les premières émissions des timbres au type Alphée Dubois ont lieu, pour l'ensemble des valeurs, en mai et juin 1881, exception faite du 25 c noir sur rose qui n'est émis qu'en 1886. Il s'agit de la première et de la seule émission de timbres dentelés (14 × 13½) utilisables dans l'ensemble des colonies françaises, mais il est possible que toutes les colonies n'aient pas bénéficié de l'ensemble de la série.
| Valeur faciale | Couleur               |  | Valeur faciale | Couleur                |
| -------------- | --------------------- |  | -------------- | ---------------------- |
| 1 c            | noir sur azuré        |  | 25 c           | jaune-bistre           |
| 2 c            | lilas-brun sur paille |  | 25 c           | noir sur rose          |
| 4 c            | lilas-brun sur gris   |  | 30 c           | brun                   |
| 5 c            | vert                  |  | 35 c           | violet-noir sur orange |
| 10 c           | noir sur lilas        |  | 40 c           | rouge-orange           |
| 15 c           | bleu                  |  | 75 c           | rose                   |
| 20 c           | brique sur vert       |  | 1 f            | olive                  |

### Émissions complémentaires
Le type Alphée Dubois se retrouve également sous forme d'entiers postaux émis à partir de 1885 : 
- Des cartes postales (10 c. noir sur lilas, 10 c. noir sur chamois ;
- Une carte postale avec réponse payée 10 c. + 10 c. noir sur bleu ;
- Des cartes-lettres 15 c. et 25 c. avec trois piquages différents ;
- Des enveloppes 5 c. et 15 c. en trois formats différents pour la valeur de 15 c. ;
- Des bandes d'adresse de journaux en 1888 pour 5 valeurs

Un tirage sur bristol a été réalisé en 1900 pour ces entiers postaux.
Les entiers postaux au type Alphée Dubois sont beaucoup plus rares oblitérées ayant voyagé que neufs. Ils sont tous référencés dans le catalogue des entiers postaux des Colonies édité par l'Association des Collectionneurs d'Entiers Postaux.

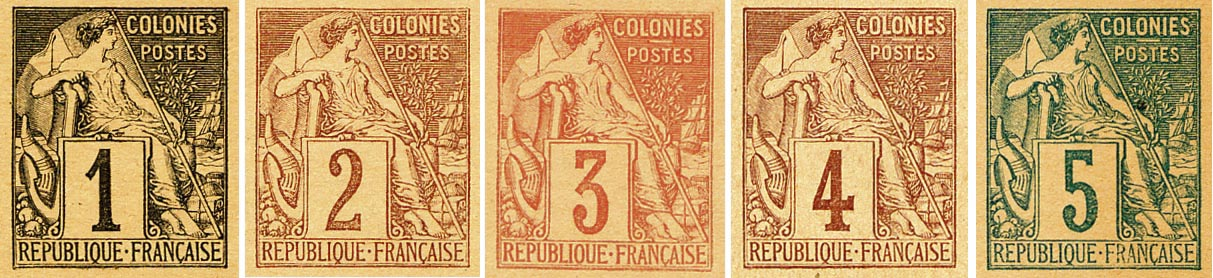
Timbres Alphée Dubois imprimés sur des bandes-adresses pour journaux.

### Surcharges
Rapidement, l'évolution très différente des cours des changes d'une colonie à l'autre entraîne une spéculation sur le marché du timbre neuf. Pour y faire face, dans un premier temps, certaines colonies commencent à surcharger à leur nom le stock de timbres à leur disposition. Dans un second temps, une seconde surcharge, modifiant la valeur faciale, est éventuellement apposée par chaque colonie.

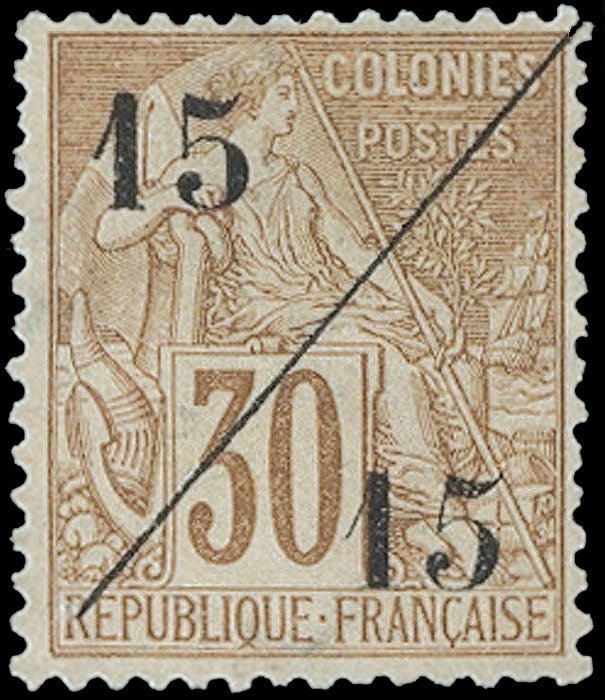
Surcharge locale (Cochinchine) et nouvelle faciale (15 c).
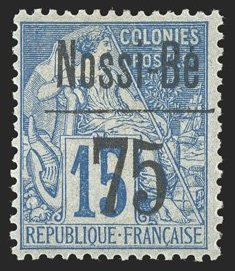
Surcharge locale (Nossi-Bé) et nouvelle faciale (75 c).
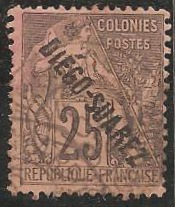
Surcharge locale (Diego-Suarez) sans changement de faciale.